# Bruus

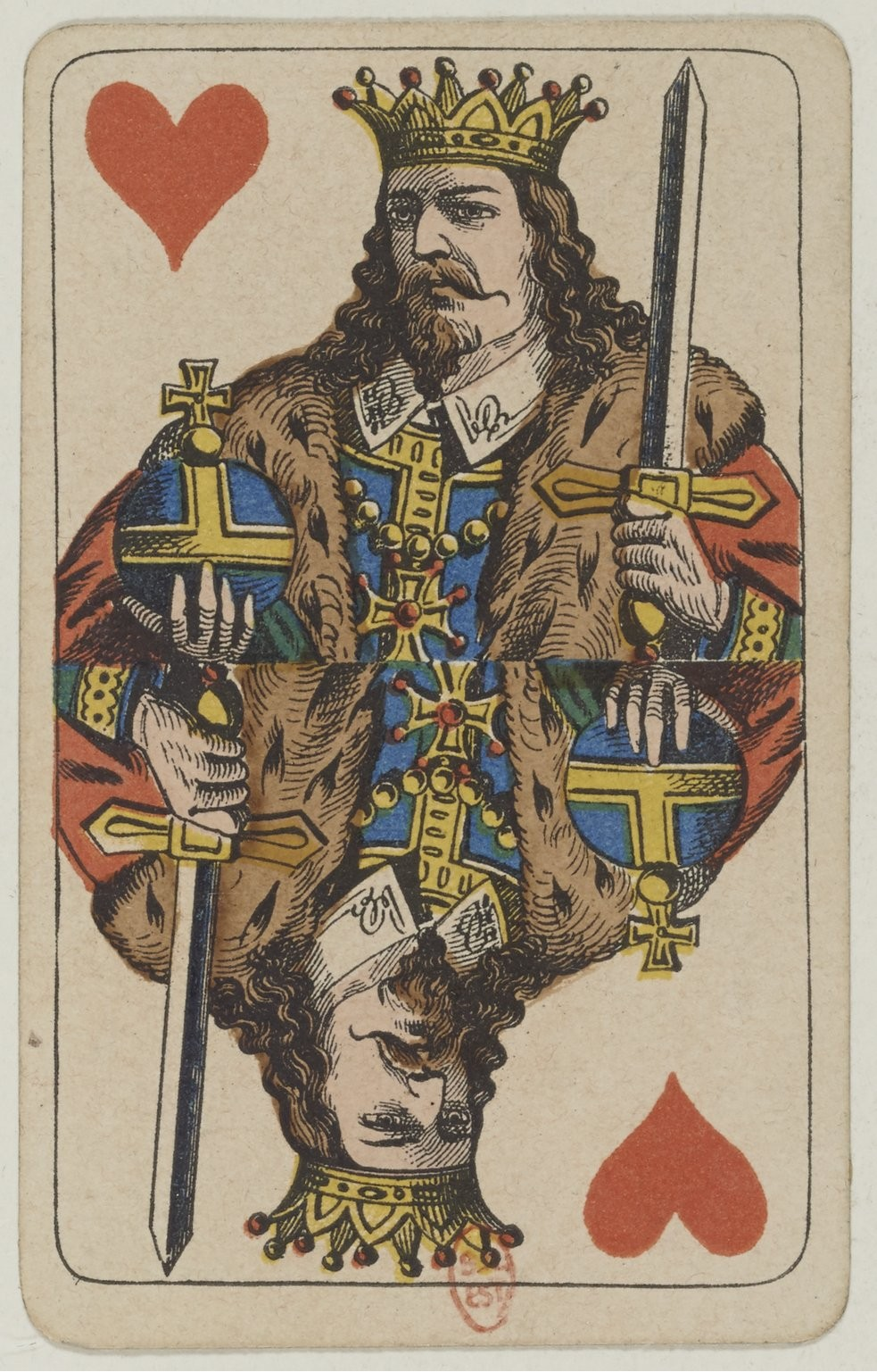
Der Bruus

Bruus, früher Brausebart oder Brusbart, ist ein sehr altes norddeutsches Kartenspiel, das gewöhnlich unter vier Personen gespielt wird. Früher sehr beliebt, ist es heute bis auf einige Orte in Schleswig-Holstein fast ausgestorben. Als Brusbart war es der Stammvater einer ganzen Familie von nordeuropäischen Kartenspielen, z. B. das schwedische Bräus und das dänische Brus, die heute noch gepflegt werden. Bruus selbst ist Nachfahre des uralten Karnöffelspiels. Benannt ist Bruus nach dem zweithöchsten Trumpf, der Herzkönig.

## Geschichte

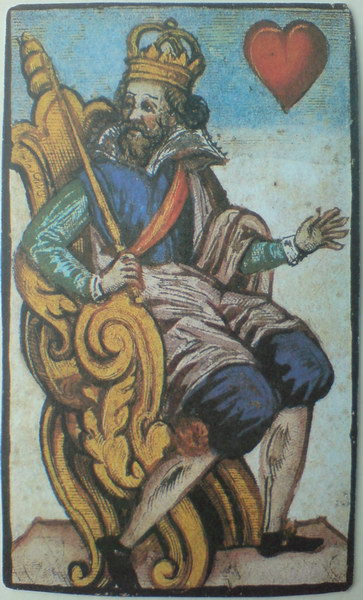
Der bärtige Brusbart

Laut Amelung könnte dieses "altdeutsche Spiel" schon 1650 aufgetaucht sein. Auf jeden Fall geht das Brusbart-Spiel bzw. Brausebartspiel auf Anfang des 18. Jahrhunderts zurück. Schon Mitte desselben hat es sich weit über Nordeuropa ausgebreitet, z. B. nach Polen, Livland und Russland. In den 1770er Jahren tauchen die frühesten Erwähnungen auf. Zu dieser Zeit war es so beliebt, dass einer der Spieler in einem norddeutschen Schauspiel ankündigen konnte: "mein leevtes Spill is Bruusbaart”.
Um 1800 war „Bruus'baart“ das bekannteste Kartenspiel Hamburgs, es wurde 1804 sogar als das Hamburger Nationalspiel beschrieben. Außerdem wurde ein Lied es zu Ehren komponiert, das etwas von der rauflustigen Atmosphäre des Spiels vermittelt und bestätigt, dass die Signalisierung ein wesentlicher Bestandteil davon war.
Die Beliebtheit schwand schnell, es wurde 1865 als „ehemals“ sehr beliebtes Spiel der niedrige Stände beschrieben und war um 1900 in Hamburg praktisch vergessen. Trotzdem hielt es sich im Norden fest und wurde 1911 auf der Angelsche Halbinsel, in Wallsbüll bei Flensburg und auch in Mittel-Schleswig entlang der dänisch-deutschen Sprachgrenze noch gespielt. 1927 galt es als ausgestorben, nachdem es einst „in Schleswig sehr beliebt war (speziell in Angeln)“ und auch in Holstein in Dithmarschen, Hademarschen und Hohenwestedt gespielt worden war. Es war besonders bei Frauen beliebt.
Heute wird das Spiel noch in Schleswig in der Region östlich  von Husum gespielt, in den Dörfern Schwesing, Treia und in der Nähe von Oster-Ohrstedt. In den Wintermonaten finden in Schwesing und Oster-Ohrstedt regelmäßig Bruus-Turniere statt. Im März 2020 fand in Schwesing ein „International Open“-Turnier statt.

## Spielregeln
In Schwesing, Schleswig, gelten heute die folgende Spielregeln.

### Vorbereitungen
Gespielt wird mit einer französischen Spielkarte von 36 Blatt. Die vier Spieler bilden zwei Parteien; die Partner sitzen einander gegenüber.

### Karten
Die  Rangfolge ist wie folgt:
| Die Rangfolge der Karten beim Bruus           |
| Matadore                                      |
| J♣ K♥ 8♠                                      |
| Stecher                                       |
| 9♣ 9♠ 9♥ 9♦ A♣ A♠ A♥ A♦ J♠ J♥ J♦ 6♣ 6♠ 6♥ 6♦  |
| Freikarten                                    |
| 7♣ 7♠ 7♥ 7♦                                   |
| Luschen                                       |
| K♣ K♠ K♦ Q♣ Q♠ Q♥ Q♦ 10♣ 10♠ 10♥ 10♦ 8♣ 8♥ 8♦ |

Die drei Matadore sind der Kreuzbube (Spitz), die höchste Karte, der Herzkönig (Bruus) und die Pikacht (Tolle Hund, Toller oder Dulle).
Die Rangfolge der Stecher und Siebener gilt immer: Kreuz > Pik > Herz > Karo.
Die Luschen sind praktisch wertlos und können nie stechen. Die Siebener als sog. Freikarten sind auch wertlos, außer wenn man eine derselben ausspielt. Beim letzten Fall kann sie nur von einer höherrangigen 7 gestochen werden.

### Spielen
Gespielt wird immer im Uhrzeigersinn. Wer zuerst gibt, mischt die Karten und lässt nach rechts abheben. Der Abheber muss die unterste Karte sehen und sie dem Geber zeigen. Nach dem Abheben schaut der Geber ebenfalls die jetzt unterste Karte an und zeigt sie dem Abheber. Ist eine gezeigte Karte einer der drei Matadore, werden die Karten wieder gemischt. Jeder bekommt 3 Blatt, entweder einzeln oder en bloc. Der Stapel wird in die Mitte gelegt.
Die Vorhand spielt zuerst aus. Der Spieler kann jederzeit eine beliebige Karte ablegen. Wer hat die höchste Karte gespielt hat, bekommt den Stich, nimmt als erste eine neue Karte und spielt zum nächsten Stich aus. Ein Stich besteht immer aus vier Blatt.
Ziel jeder Partei ist, als erste 5 Stiche zu bekommen. Das zählt einen Punkt oder, wenn die verlierende Partei gar keinen Stich hat (Jann), zwei Punkte. Die Stiche einer Partei werden addiert.

### Doppel- und Dreierstiche
Hat ein Spieler zwei Blatt derselben Wertes, kann er beide gleichzeitig ausspielen. Die Hintermänner müssen beide stechen um den Doppelstich zu gewinnen, wobei diese Karten verschiedene Werte haben können. Kann ein Nachfolgender nur eine Karte stechen, hat er den Stich verloren.
Hat ein Spieler drei Blatt derselben Wertes, kann er alle drei gleichzeitig ausspielen, auch wenn er nicht am Zug zum Ausspielen ist. Also übernimmt er die Vorhand. Jeder andere muss jetzt alle drei Karten stechen, um den Dreierstich zu bekommen.
Nach solch ein Doppel- oder Dreierstich müssen entsprechend viele neue Karten aufgenommen werden. Der Gewinner des Stiches zieht zuerst seine zwei oder drei Karten (solange noch vorhanden) und die andere in der Reihenfolge.

### Wagen und Schlagen
Wer die Pikacht oder den Brus, den Herzkönig, ausspielt bzw. ablegt, kann „wagen“ und, wenn erfolgreich, bekommt er einen Punkt. Spielt ein Gegner die jeweils nächsthöhere Karte, so hat er „geschlagen“ und bekommt zwei Punkte. Er kann, solange es noch einen Gegenspieler gibt, „weiterwagen“. Nur wenn der Herzkönig geschlagen hat und sofort von dem Spitz (Kreuzbube) geschlagen wird, gilt das erste „Schlagen“ nicht, und der Partei, die den Spitz hat, macht einen „Generalschlag“ und bekommt vier Punkte.
Wagen gilt nur, solange Karten in der Mitte liegen und die nächsthöhere Karte noch nicht gespielt wurde und der Wagende nicht dieselbe auf der Hand hat und noch wenigstens ein Spieler nach ihm am Zug ist.
Wagen und schlagen kann stattfinden auch wenn eine 7 ausgespielt geworden ist, aber die 7 wird nicht damit gestochen.

### Abrechnung
Punkte werden durch Streichhölzer „geschrieben“ auf folgende Weise:
Einfacher Gewinn - 1 Holz
Doppelter Gewinn (Jann) - 2 Holz
Erfolgreiches Wagen - 1 Holz
Erfolgreiches Schlagen - 2 Holz
Erfolgreiches Schlagen und Weiterwagen - 3 Holz
Generalschlag - 4 Holz
Gewonnen hat diejene Partei, die zuerst 12 Holz bekommen hat, auch wenn das mitten im Spiel erfolgt (durch wagen oder schlagen).

## Treia-Variante

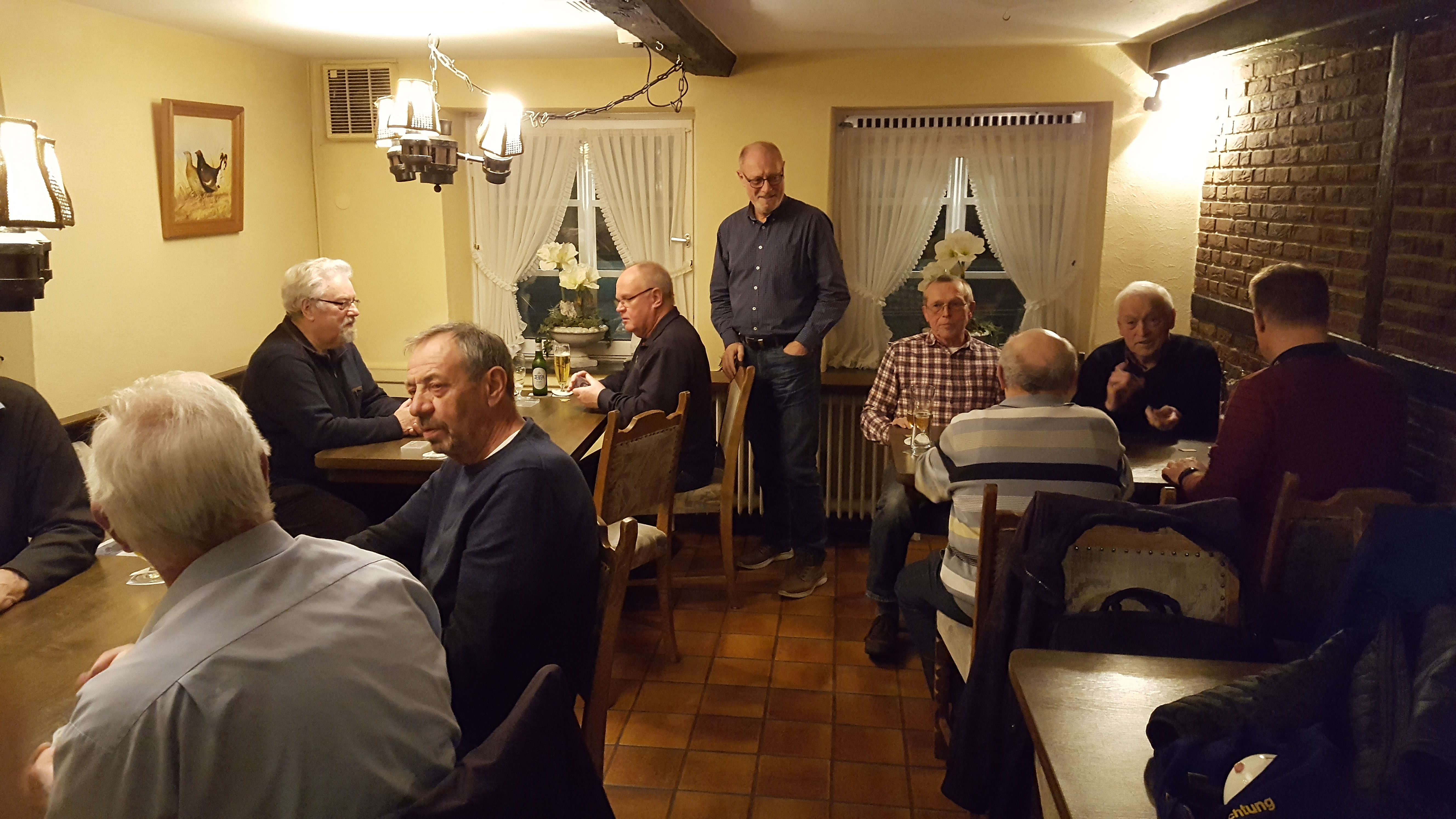
Nach der Chorprobe spielen die Männer des Treia-Männerchors Bruus (März 2020).

Der Männergesangverein „Frohsinn“ von 1881, der ein Männerchor in Treia im deutschen Schleswig ist, der seit seiner Gründung 1881 Bruus nach den Chorproben spielt, spielt nach etwas anderen Regeln als denen in Schwesing. Es wird eine Skatkarte mit 32 Blatt verwendet, daher gibt es keine Sechsen und nur acht Stiche pro Runde. Die wertlose Karten sind „Schiet“ oder „Schietkarten“ benannt und der Talon wird als „Bunk“ bezeichnet. Die Karten werden immer in Dreierpaketen ausgeteilt. Ein „Bock“ geschieht wenn beide Teams vier Stiche machen; der Spielpunkt wird dann auf die nächste Runde übertragen. Zum Zählen der Punkte werden Streichhölzer verwendet; die zwei Parteien fangen mit zehn Hölzern an und bei jedem gewonnenen Punkt wird einen Holz weggenommen.
Es gibt bestimmte Rituale, deren Verletzung mit Strafe geahndet wird. Zum Beispiel muss der Abheber die unterste Karte des Pakets überprüfen und sie einem Gegner zeigen; der Geber muss gleichermaßen die Unterseite des Pakets anschauen und sie einem Gegner zeigen. Wenn eine der Karten ein Matador ist, müssen die Spielkarten wieder gemischt werden. Vergisst jemand, die bestimmte Karte zu überprüfen, werden die Karten neu gemischt und der Verletzer muss eine Runde Schnaps bezahlen. Wenn eine Partei 10 Punkte gewinnt, während seine Gegner nur noch null Punkte haben (oder ihre Punktezahl nur fürs Wagen und Schlagen besteht), gewinnen die Sieger doppelt.